# Mayor of London
Der Mayor of London ist der gewählte Bürgermeister von London, England. Er ist der exekutive Teil der aus ihm und dem zu seiner Kontrolle bestimmten London Assembly gebildeten Greater London Authority. Seine Aufgaben sind die Erstellung des Budgets und die strategische Planung einiger Regierungsaufgaben im Bereich von Greater London. Dazu zählen u. a. Verkehr, Polizei, Feuerwehr, Rettungsdienste und Wirtschaftsförderung. Das Amt des Mayor of London ist nicht mit demjenigen des Lord Mayor of London zu verwechseln; letzterer Titel ist historisch gewachsen und hat heute nur noch zeremonielle Bedeutung.
Grundlage dieses Amtes ist der Greater London Authority Act 1999, der vom britischen Parlament nach einem am 7. Mai 1998 im künftigen Anwendungsgebiet abgehaltenen Referendum verabschiedet wurde. Bei einer geringen Wahlbeteiligung von 34,1 % hatten sich 72 % der Abstimmenden für das Gesetz ausgesprochen.
Der Mayor of London wird alle vier Jahre direkt vom Volk gewählt. London spielte in dieser Hinsicht eine Vorreiterrolle, andere Städte in Großbritannien sind seither diesem Beispiel gefolgt.

## Wahlen zum Mayor of London

### Wahlverfahren
Wer sich als Bürgermeisterkandidat aufstellen lassen will, muss zunächst 10.000 £ als Kaution hinterlegen. Nur Kandidaten, die über 5 % der Gesamtstimmen erhalten, bekommen das Geld wieder zurück.
Bis 2021 erfolgte die Wahl nach dem Supplementary Vote. Dabei hatte jeder Wähler je eine Stimme für eine erste und eine zweite Präferenz. Zunächst wurden die Stimmen erster Präferenz ausgezählt. Erreichte dabei kein Kandidat mehr als die Hälfte der Stimmen, wurden alle Kandidaten bis auf die beiden Erstplatzierten eliminiert. Für die eliminierten Kandidaten wurden die Stimmen zweiter Präferenz ausgewertet und diese, wenn sie für einen der beiden verbleibenden Kandidaten abgegeben wurde, zu dessen Stimmen erster Präferenz hinzugezählt. Gewählt war der Kandidat, der die höchste Summe aus den addierten Stimmen erster und zweiter Präferenz erreicht hatte. Wie bei Stichwahlsystemen allgemein üblich, gab es auch hier das Problem des negativen Stimmgewichtes. Das Wahlverfahren ähnelte dem Instant-Runoff-Voting (abgekürzt IRV), verwendete aber nur zwei Präferenzen, was dazu führen konnte, dass anders als beim IRV einige abgegebene Stimmen am Ende gar nicht mehr gewertet wurden: Alle Stimmzettel, bei denen Erst- und Zweitpräferenz eliminiert wurden, fielen aus der Auszählung heraus, während sie beim IRV mit weiteren Präferenzen ausgewertet würden. So wurden bei der Wahl 2012 346.626 Erststimmen eliminiert, es gingen aber nur 185.235 Zweitstimmen in das Endergebnis ein. Andererseits gewährleistete das Wahlrecht, dass einer der beiden Kandidaten mit der höchsten Zahl an Stimmen erster Präferenz gewählt wird, was von manchen als Vorteil gesehen wird, während beim Instant-Runoff-Voting auch ein nachgeordneter Kandidat erfolgreich sein kann, der bei den Stimmen erster Präferenz nur auf den 3. oder einen der folgenden Plätze kam.
Nach Verabschiedung des Election Act im Jahr 2022 wurde das Wahlsystem für Bürgermeisterwahlen auf das relative Mehrheitssystem umgestellt („first past the post“); der Kandidat mit den meisten gültigen Stimmen gewinnt die Wahl. In London fand das neue Wahlsystem erstmals 2024 Anwendung.

### Wahl 2000
Die erste Wahl fand am 4. Mai 2000 statt und wurde von Ken Livingstone gewonnen. Seine Wahl war sehr umstritten. Nachdem er von der Labour Party nicht nominiert worden war, kandidierte er als Unabhängiger und wurde aus der Partei ausgeschlossen. Die Conservative Party musste ihren Kandidaten Jeffrey Archer zurückziehen, nachdem dieser wegen Meineids angeklagt (und später auch verurteilt) wurde. Die Wahlbeteiligung betrug 34 %.

Mehrheiten nach Wahlbezirken:

| Kandidat        | Partei   | Partei             | Stimmen 1. Präferenz | in %   | Stimmen 2. Präferenz | in %   | Gesamt  | in %   |
| --------------- | -------- | ------------------ | -------------------- | ------ | -------------------- | ------ | ------- | ------ |
| Ken Livingstone |          | Unabhängig         | 667.877              | 39,0 % | 178.809              | 12,6 % | 776.427 | 57,9 % |
| Steve Norris    |          | Conservative Party | 464.434              | 27,1 % | 188.041              | 13,2 % | 564.137 | 42,1 % |
| Frank Dobson    |          | Labour Party       | 223.984              | 13,1 % | 228.095              | 16,6 % | –       | –      |
| Susan Kramer    |          | Liberal Democrats  | 203.452              | 11,9 % | 404.815              | 28,5 % | –       | –      |
| Sonstige        | Sonstige | Sonstige           | 154.515              | 8,9 %  | 421.214              | 29,7 % | –       | –      |

### Wahl 2004
Bei der zweiten Wahl am 10. Juni 2004 wurde Livingstone wiedergewählt, diesmal allerdings als offizieller Labour-Kandidat. Die Wahlbeteiligung betrug 36,9 %.

Mehrheiten nach Wahlbezirken:

| Kandidat        | Partei   | Partei             | Stimmen 1. Präferenz | in %   | Stimmen 2. Präferenz | in %   | Gesamt  | in %   |
| --------------- | -------- | ------------------ | -------------------- | ------ | -------------------- | ------ | ------- | ------ |
| Ken Livingstone |          | Labour Party       | 685.541              | 35,7 % | 250.517              | 13,0 % | 828.380 | 55,4 % |
| Steve Norris    |          | Conservative Party | 542.423              | 28,2 % | 222.559              | 11,6 % | 667.178 | 44,6 % |
| Simon Hughes    |          | Liberal Democrats  | 284.645              | 14,8 % | 465.704              | 24,3v  | –       | –      |
| Frank Maloney   |          | UKIP               | 115.565              | 6,0 %  | 193.157              | 10,0 % | –       | –      |
| Sonstige        | Sonstige | Sonstige           | 235.397              | 12,2 % | 459.506              | 24,0 % | –       | –      |

### Wahl 2008
Bei der dritten Wahl am 1. Mai 2008 löste der Konservative Boris Johnson den für eine weitere Amtsperiode kandidierenden Livingstone ab. Die Wahlbeteiligung lag bei 45,3 %.

Mehrheiten nach Wahlbezirken:

| Kandidat          | Partei   | Partei                 | Stimmen 1. Präferenz | in %    | Stimmen 2. Präferenz | Gesamt    | in %   |
| ----------------- | -------- | ---------------------- | -------------------- | ------- | -------------------- | --------- | ------ |
| Boris Johnson     |          | Conservative Party     | 1.043.761            | 43,20 % | 124.977              | 1.168.738 | 53,2 % |
| Ken Livingstone   |          | Labour Party           | 893,877              | 37,00 % | 135.089              | 1.028.966 | 46,8 % |
| Brian Paddick     |          | Liberal Democrats      | 236.685              | 9,80 %  | –                    | –         | –      |
| Siân Berry        |          | Green Party            | 77.374               | 3,20 %  | –                    | –         | –      |
| Richard Barnbrook |          | British National Party | 69.710               | 2,89 %  | –                    | –         | –      |
| Sonstige          | Sonstige | Sonstige               | 94.551               | 3,91 %  | –                    | –         | –      |

### Wahl 2012
Bei der vierten Wahl am 3. Mai 2012 wurde Amtsinhaber Boris Johnson für eine weitere Amtsperiode bestätigt. Die Wahlbeteiligung lag bei 38 %.
| Kandidat         | Partei | Partei                 | Stimmen 1. Präferenz | in %    | Stimmen 2. Präferenz | Gesamt    | in %    |
| ---------------- | ------ | ---------------------- | -------------------- | ------- | -------------------- | --------- | ------- |
| Boris Johnson    |        | Conservative Party     | 971.931              | 44,01 % | 82.880               | 1.054.811 | 51,53 % |
| Ken Livingstone  |        | Labour Party           | 889.918              | 40,30 % | 102.355              | 992.273   | 48,47 % |
| Jenny Jones      |        | Green Party            | 98.913               | 4,48 %  | –                    | –         | –       |
| Brian Paddick    |        | Liberal Democrats      | 91.774               | 4,16 %  | –                    | –         | –       |
| Siobhan Benita   |        | Unabhängig             | 83.914               | 3,80 %  | –                    | –         | –       |
| Lawrence Webb    |        | UK Independence Party  | 43.274               | 1,96 %  | –                    | –         | –       |
| Carlos Cortiglia |        | British National Party | 28.751               | 1,30 %  | –                    | –         | –       |

Mehrheiten nach Wahlbezirken:

Im Mai 2015 wurde Johnson ins Unterhaus gewählt.

### Wahl 2016
Die Wahl fand am 5. Mai 2016 statt. Kandidat der Labour Party war Sadiq Khan, und der Kandidat der Konservativen war Zac Goldsmith. Die Liberal Democrats nominierten ihre Fraktionsführerin in der Londoner Stadtverordnetenversammlung (London assembly) Caroline Pidgeon. Durch die Grünen wurde Siân Berry, die schon 2008 kandidierte, als Kandidatin benannt. Die Wahlbeteiligung lag bei

Mehrheiten nach Wahlbezirken:

45,3 %.
| Kandidat         | Partei | Partei                         | Stimmen 1. Präferenz | in %   | Stimmen 2. Präferenz | Gesamt    | in %   |
| ---------------- | ------ | ------------------------------ | -------------------- | ------ | -------------------- | --------- | ------ |
| Sadiq Khan       |        | Labour Party                   | 1.150.579            | 44,2 % | 161.427              | 1.310.143 | 56,8 % |
| Zac Goldsmith    |        | Conservative Party             | 910.941              | 35,0 % | 84.859               | 994.614   | 43,2 % |
| Siân Berry       |        | Green Party                    | 152.027              | 5,8 %  | –                    | –         | –      |
| Caroline Pidgeon |        | Liberal Democrats              | 121.051              | 4,7 %  | –                    | –         | –      |
| Peter Whittle    |        | UK Independence Party          | 94.425               | 3,6 %  | –                    | –         | –      |
| Sophie Walker    |        | Women’s Equality               | 51.841               | 2,0 %  | –                    | –         | –      |
| George Galloway  |        | Respect Party                  | 36.357               | 1,4 %  | –                    | –         | –      |
| Paul Golding     |        | Britain First                  | 31.257               | 1,2 %  | –                    | –         | –      |
| Lee Harris       |        | Cannabis Is Safer Than Alcohol | 20.714               | 0,8 %  | –                    | –         | –      |
| David Furness    |        | British National Party         | 13.362               | 0,5 %  | –                    | –         | –      |
| Prince Zylinski  |        | Unabhängiger                   | 13.057               | 0,5 %  | –                    | –         | –      |
| Ankit Love       |        | One Love Party                 | 4.959                | 0,2 %  | –                    | –         | –      |

### Wahl 2021
Die Wahl fand am 6. Mai 2021 statt. Aufgrund der COVID-19-Pandemie war die Wahl vom ursprünglichen Termin 7. Mai 2020 um fast ein Jahr verschoben worden. Es kandidierten für die Labour Party der amtierende Bürgermeister Sadiq Khan, für die Conservative Party Shaun Bailey, für die Green Party Siân Berry, sowie 17 weitere Kandidaten. Der ehemalige konservative Abgeordnete und Parteidissident Rory Stewart und die Kandidatin der Liberal Democrats Siobhan Benita hatten ihre Kandidaturen nach der Verschiebung der Wahl wieder zurückgezogen. Die Wahl wurde vom Amtsinhaber Sadiq Khan gewonnen. Die Wahlbeteiligung betrug 42 %.

Mehrheiten nach Wahlbezirken:

| Kandidat        | Partei | Partei                      | Stimmen 1. Präferenz | in %   | Stimmen 2. Präferenz | Gesamt    | in %    |
| --------------- | ------ | --------------------------- | -------------------- | ------ | -------------------- | --------- | ------- |
| Sadiq Khan      |        | Labour Party                | 1.013.721            | 40,0 % | 400.478              | 1.414.199 | 29,87 % |
| Shaun Bailey    |        | Conservative Party          | 893.051              | 35,3 % | 263.812              | 1.156.863 | 24,43 % |
| Siân Berry      |        | Green Party                 | 197.976              | 7,8 %  | 486.798              | 684.774   | 14,46 % |
| Luisa Porritt   |        | Liberal Democrats           | 111.716              | 4,4 %  | 264.912              | 376.628   | 7,95 %  |
| Niko Omilana    |        | parteiloser Einzelkandidat  | 49.628               | 2,0 %  | 75.199               | 124.827   | 2,64 %  |
| Laurence Fox    |        | Reclaim Party               | 47.634               | 1,9 %  | 116.730              | 164.364   | 3,47 %  |
| Brian Rose      |        | London Real Party           | 31.111               | 1,2 %  | 40.674               | 71.785    | 1,52 %  |
| Richard Hewison |        | Rejoin EU                   | 28.012               | 1,1 %  | 65.643               | 93.655    | 1,98 %  |
| Count Binface   |        | Count Binface Party         | 24.775               | 1,0 %  | 68.121               | 92.896    | 1,96 %  |
| Mandu Reid      |        | Women’s Equality Party      | 21.182               | 0,8 %  | 83.334               | 104.516   | 2,21 %  |
| Piers Corbyn    |        | Let London Live             | 20.604               | 0,8 %  | 34.355               | 54.959    | 1,16 %  |
| Vanessa Hudson  |        | Animal Welfare Party        | 16.826               | 0,7 %  | 63.619               | 80.445    | 1,70 %  |
| Peter Gammons   |        | UK Independence Party       | 14.393               | 0,6 %  | 72.425               | 86.818    | 1,83 %  |
| Farah London    |        | parteilose Einzelkandidatin | 11.869               | 0,5 %  | 46.182               | 58.051    | 1,23 %  |
| David Kurten    |        | Heritage Party              | 11.025               | 0,4 %  | 23.043               | 34.068    | 0,72 %  |
| Nims Obunge     |        | parteiloser Einzelkandidat  | 9.682                | 0,4 %  | 20.639               | 30.321    | 0,64 %  |
| Steve Kelleher  |        | Social Democratic Party     | 8.764                | 0,3 %  | 28.836               | 37.600    | 0,79 %  |
| Kam Balayev     |        | Renew Party                 | 7.774                | 0,3 %  | 15.691               | 23.465    | 0,50 %  |
| Max Fosh        |        | parteiloser Einzelkandidat  | 6.309                | 0,2 %  | 21.409               | 27.718    | 0,59 %  |
| Valerie Brown   |        | The Burning Pink Party      | 5.305                | 0,2 %  | 11.477               | 16.782    | 0,35 %  |

### Wahl 2024
Die Bürgermeisterwahl 2024 war die erste Wahl, die unter dem 2022 neu eingeführten first-past-the-post-Wahlrecht abgehalten wurde. Sie fand zu einem Zeitpunkt statt, als sich die konservative Regierung Rishi Sunak in einem absoluten Popularitätstief befand. Es wurden insgesamt 2.484.432 gültige Stimmen gezählt. 11.127 Stimmen waren ungültig. Bei insgesamt 6.162.428 Wahlberechtigten lag die Wahlbeteiligung damit bei 40,50 Prozent. Amtsinhaber Sadiq Khan wurde für eine dritte Amtszeit wiedergewählt.

Mehrheiten nach Wahlbezirken:

| Kandidat                                        | Partei                                          | Partei                                          | Stimmen   | in %     |
| ----------------------------------------------- | ----------------------------------------------- | ----------------------------------------------- | --------- | -------- |
| Sadiq Khan                                      |                                                 | Labour Party                                    | 1.088.225 | 43,80 %  |
| Susan Hall                                      |                                                 | Conservative Party                              | 812.397   | 32,70 %  |
| Rob Blackie                                     |                                                 | Liberal Democrats                               | 145.184   | 5,84 %   |
| Zoë Garbett                                     |                                                 | Green Party                                     | 145.114   | 5,84 %   |
| Howard Cox                                      |                                                 | Reform UK                                       | 78.865    | 3,17 %   |
| Natalie Campbell                                |                                                 | Unabhängige                                     | 47.815    | 1,92 %   |
| Amy Gallagher                                   |                                                 | Social Democratic Party                         | 34.449    | 1,39 %   |
| Femy Amin                                       |                                                 | Animal Welfare Party                            | 29.280    | 1,18 %   |
| Andreas Michli                                  |                                                 | Unabhängiger                                    | 26.121    | 1,05 %   |
| Tarun Ghulati                                   |                                                 | Unabhängiger                                    | 24.702    | 0,99 %   |
| Count Binface                                   |                                                 | Count Binface For Mayor Of London               | 24.260    | 0,98 %   |
| Nick Scanlon                                    |                                                 | Britain First – No To Immigration               | 20.519    | 0,83 %   |
| Brian Rose                                      |                                                 | London Real Party – Transform London            | 7.501     | 0,30 %   |
| Gesamt                                          | Gesamt                                          | Gesamt                                          | 2.484.432 | 100,00 % |
|                                                 |                                                 |                                                 |           |          |
| Gültige Stimmen                                 | Gültige Stimmen                                 | Gültige Stimmen                                 | 2.484.432 | 99,55 %  |
| Ungültige und leere Stimmzettel                 | Ungültige und leere Stimmzettel                 | Ungültige und leere Stimmzettel                 | 11.127    | 0,45 %   |
| Abgegebene Stimmen                              | Abgegebene Stimmen                              | Abgegebene Stimmen                              | 2.495.559 | 100,00 % |
| Anzahl der Wahlberechtigten und Wahlbeteiligung | Anzahl der Wahlberechtigten und Wahlbeteiligung | Anzahl der Wahlberechtigten und Wahlbeteiligung | 6.162.428 | 40,50 %  |
| Quelle:Total Mayor of London results 2024       |                                                 |                                                 |           |          |